# Gérard Hausser
Gérard Hausser (ur. 18 marca 1939 w Strasburgu) – francuski piłkarz grający na pozycji napastnika. W swojej karierze rozegrał 14 meczów w reprezentacji Francji, w których strzelił 2 gole.

## Kariera klubowa
Swoją karierę piłkarską Hausser rozpoczął w klubie RC Strasbourg. W sezonie 1959/1960 zadebiutował w jego barwach w pierwszej lidze francuskiej. Na koniec tamtego sezonu spadł ze Strasbourgiem do drugiej ligi, a w 1961 roku wywalczył z nim awans do pierwszej. W 1966 roku zdobył Puchar Francji.
W 1967 roku Hausser przeszedł do niemieckiego Karlsruher SC. W niemieckiej Bundeslidze swój debiut zanotował 19 sierpnia 1967 w przegranym 0:2 wyjazdowym meczu z 1. FC Nürnberg. W klubie z Karlsruhe grał przez sezon.
W 1968 roku Hausser wrócił do Francji i został zawodnikiem FC Metz. W Metz spędził trzy sezony. Latem 1971 ponownie został zawodnikiem RC Strasbourg. W 1972 roku wywalczył z nim awans z drugiej do pierwszej ligi. W 1974 roku odszedł do amatorskiego ASPV Strasbourg, gdzie grał do końca swojej kariery, czyli do 1982 roku.
| Sezon   | Klub          | Kraj    | Rozgrywki  | Mecze | Bramki |
| ------- | ------------- | ------- | ---------- | ----- | ------ |
| 1959/60 | RC Strasbourg | Francja | Division 1 | 10    | 1      |
| 1960/61 | RC Strasbourg | Francja | Division 2 | 16    | 6      |
| 1961/62 | RC Strasbourg | Francja | Division 1 | 16    | 2      |
| 1962/63 | RC Strasbourg | Francja | Division 1 | 31    | 11     |
| 1963/64 | RC Strasbourg | Francja | Division 1 | 20    | 5      |
| 1964/65 | RC Strasbourg | Francja | Division 1 | 33    | 12     |
| 1965/66 | RC Strasbourg | Francja | Division 1 | 33    | 14     |
| 1966/67 | RC Strasbourg | Francja | Division 1 | 35    | 11     |
| 1967/68 | Karlsruher SC | RFN     | Bundesliga | 28    | 1      |
| 1968/69 | FC Metz       | Francja | Division 1 | 31    | 10     |
| 1969/70 | FC Metz       | Francja | Division 1 | 31    | 5      |
| 1970/71 | FC Metz       | Francja | Division 1 | 34    | 6      |
| 1971/72 | RC Strasbourg | Francja | Division 2 | ?     | ?      |
| 1972/73 | RC Strasbourg | Francja | Division 1 | 36    | 5      |
| 1973/74 | RC Strasbourg | Francja | Division 1 | 26    | 6      |

## Kariera reprezentacyjna
W reprezentacji Francji Hausser zadebiutował 24 marca 1965 roku w przegranym 1:2 towarzyskim meczu z Austrią i w debiucie zdobył gola. W 1966 roku został powołany do kadry na Mistrzostwa Świata w Anglii. Na tym turnieju rozegrał trzy mecze: z Meksykiem (1:1 i gol), z Urugwajem (1:2) i z Anglią (0:2). Od 1965 do 1966 roku rozegrał w kadrze narodowej 14 meczów i strzelił w nich 2 gole.
| Mecze i gole w reprezentacji | Mecze i gole w reprezentacji | Mecze i gole w reprezentacji | Mecze i gole w reprezentacji | Mecze i gole w reprezentacji | Mecze i gole w reprezentacji | Mecze i gole w reprezentacji |
| #                            | Data                         | Stadion                      | Rywal                        | Wynik                        | Gol                          | Rozgrywki                    |
| 1965                         | 1965                         | 1965                         | 1965                         | 1965                         | 1965                         | 1965                         |
| ---------------------------- | ---------------------------- | ---------------------------- | ---------------------------- | ---------------------------- | ---------------------------- | ---------------------------- |
| 1.                           | 24.03.1965                   | Paryż, Francja               | Austria                      | 1:2                          | 1                            | towarzyski                   |
| 2.                           | 18.04.1965                   | Belgrad, Jugosławia          | Jugosławia                   | 0:1                          | 0                            | el. MŚ 1966                  |
| 3.                           | 03.06.1965                   | Paryż, Francja               | Argentyna                    | 0:0                          | 0                            | towarzyski                   |
| 4.                           | 15.09.1965                   | Oslo, Norwegia               | Norwegia                     | 1:0                          | 0                            | el. MŚ 1966                  |
| 5.                           | 09.10.1965                   | Paryż, Francja               | Jugosławia                   | 1:0                          | 0                            | el. MŚ 1966                  |
| 6.                           | 06.11.1965                   | Marsylia, Francja            | Luksemburg                   | 4:1                          | 0                            | el. MŚ 1966                  |
| 1966                         |                              |                              |                              |                              |                              |                              |
| 7.                           | 19.03.1966                   | Paryż, Francja               | Włochy                       | 0:0                          | 0                            | towarzyski                   |
| 8.                           | 20.04.1966                   | Paryż, Francja               | Belgia                       | 0:3                          | 0                            | towarzyski                   |
| 9.                           | 05.06.1966                   | Moskwa, ZSRR                 | ZSRR                         | 3:3                          | 0                            | towarzyski                   |
| 10.                          | 13.07.1966                   | Londyn, Anglia               | Meksyk                       | 1:1                          | 1                            | MŚ 1966                      |
| 11.                          | 15.07.1966                   | Londyn, Anglia               | Urugwaj                      | 1:2                          | 0                            | MŚ 1966                      |
| 12.                          | 20.07.1966                   | Londyn, Anglia               | Anglia                       | 0:2                          | 0                            | MŚ 1966                      |
| 13.                          | 28.09.1966                   | Budapeszt, Węgry             | Węgry                        | 2:4                          | 0                            | towarzyski                   |
| 14.                          | 11.11.1966                   | Bruksela, Belgia             | Belgia                       | 1:2                          | 0                            | el. ME 1968                  |